# シェルドン・ペック
シェルドン・ペック（Sheldon Peck、1797年8月26日 - 1868年3月19日）は、アメリカ合衆国のフォーク・アートの画家、社会活動家である。奴隷制廃止運動における「地下鉄道」活動の実行者でもあった。

## 略歴
バーモント州、アディソン郡のコーンウォール(Cornwal)で生まれた。父親はニューヘイブン植民地の初期の入植者の後裔で、独立戦争に参加した後、鍛冶屋をしていた。
シェルドン・ペックはバーモントにいる時代から絵を描き始め、日付けのある最初の作品は1820年に遡る。木の板に油絵具で家族の肖像などを描いた。正式な美術教育を受けたことを示す記録はなく、可能性としてはバーモント州で活動していた肖像画家のウィリアム・ジェニーズ（William Jennys: 1774–1859）に影響を受けたこともありうる。コーンウォールの団体（Cornwall Young Gentleman's Society）が運営する図書館の美術指導書で絵を学んだ可能性もある。
1825年に結婚し、1828年にニューヨーク州のオノンダガ郡のジョーダン(Jordan)に家族で移った。ニューヨーク州に住んでいた時代も木の板に人物の半身像を描き続けたが、当時流行していた肖像画のスタイルから影響を受けたか、他の肖像画家の作品を見て、明るい色彩や、宝石や聖書、果物、家具、背景のカーテンなどで飾るようになったとされる。1836年には家族とイリノイ州のシカゴに移り、1837年にシカゴから40㎞ほど離れたデュページ郡の Babcock's Grove (現在の Lombard)に定住した。Babcock's Grove に160エーカーの農地を購入し1839年に完成した木造住宅を建てて、作物を栽培し、メリノ羊を飼育した。
社会運動家としても活動し、アメリカの黒人奴隷たちを南部諸州から、奴隷制の廃止されていた北部諸州に亡命させる「地下鉄道」の実行者になり、イリノイの農園は亡命者の中継地になった。ペックらは、農場に逃れてきた黒人奴隷を干し草を積んだ馬車に隠し、次の中継地に運んだ。イリノイで羊を飼育したのも、奴隷制度をもとに成立していた綿花栽培によらない衣料の材料を作る意図があったとも考えられる。
ペック夫妻は禁酒運動にも参加した。 Babcock's Groveで暮らし始めた後、教師を雇い近所の子供たちを集め、自宅に無料の学校を開いた。
シェルドン・ペックは1868年にBabcock's Groveで亡くなった。13人の子供がいた。Babcock's Groveのペックの家は孫娘によって町の歴史協会に寄贈され、ペックの活動や作品を展示した博物館（シェルドン・ペック・ホームステッド）として運営されている。

## 作品

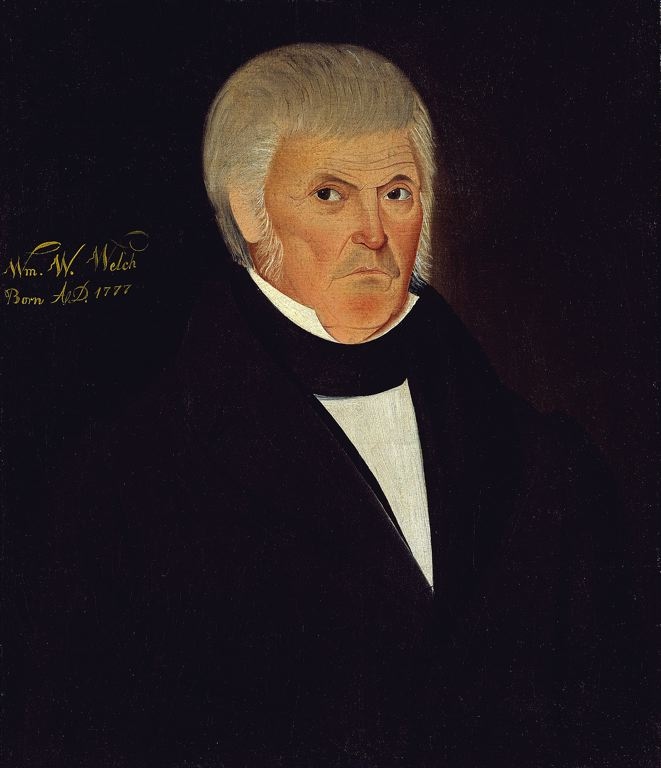
William W. Welchの肖像 Lombard Historical Society
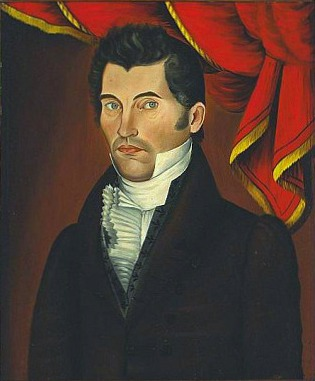
モデル不詳の肖像画 Lombard Historical Society
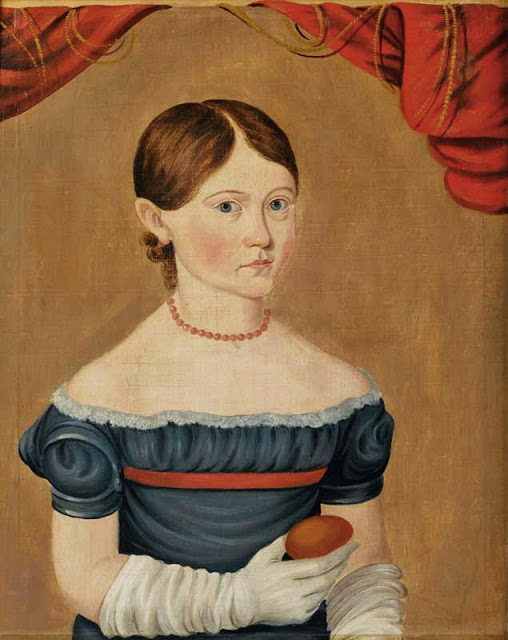
卵を持つ青いドレスの少女
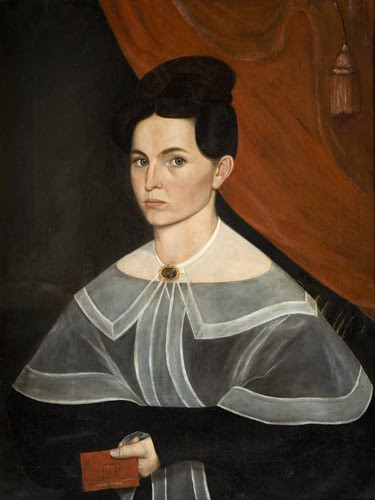
ニューヨークの若い女性

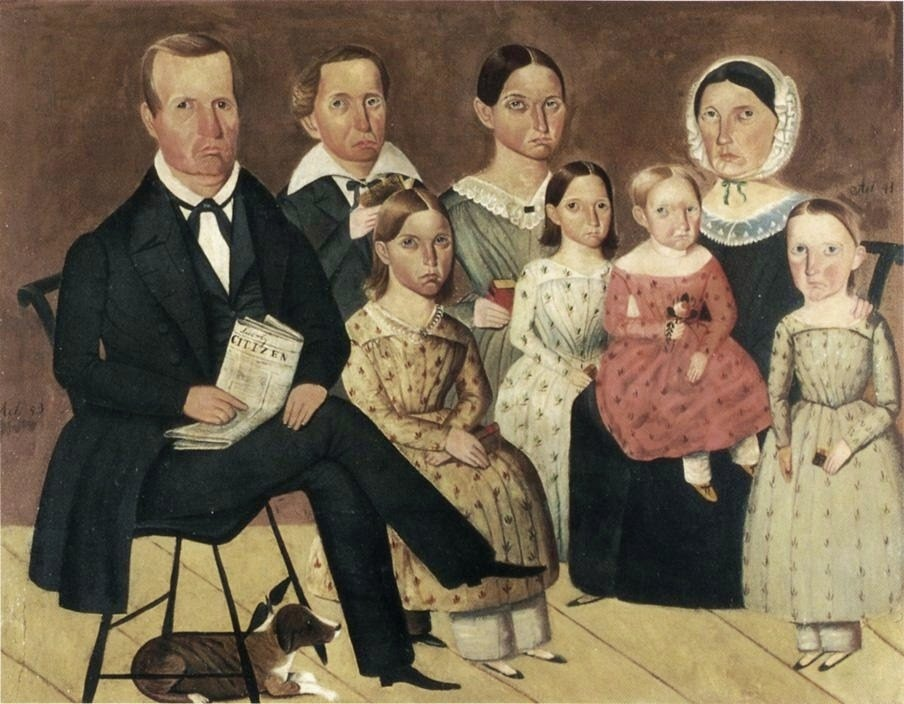
家族の肖像画
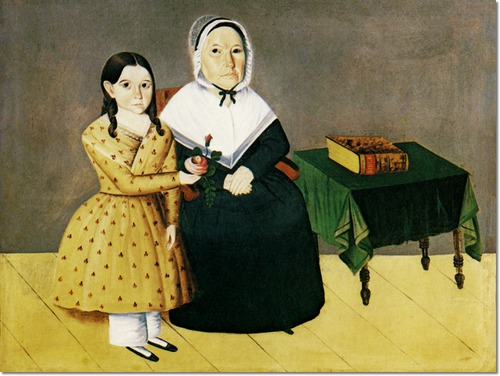
婦人と孫娘
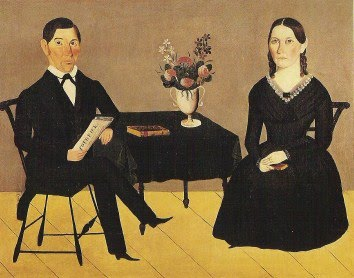